# Attagenus albonotatus
Attagenus albonotatus es una especie de coleóptero de la familia Dermestidae.

## Distribución geográfica
Habita en Sudáfrica.